# Ouragan Floyd
Vous lisez un « bon article » labellisé en 2008.
Pour les articles homonymes, voir Ouragan Floyd (homonymie).
L'ouragan Floyd est le sixième cyclone tropical, le quatrième ouragan et le troisième plus important de la saison cyclonique 1999 dans l'océan Atlantique nord. C'est un ouragan de type capverdien qui s'est formé au large de la côte africaine le 7 septembre 1999 et persista jusqu'au 19. À son maximum, il atteignit la catégorie 4 de l'échelle de Saffir-Simpson. Il est l'un des plus forts cyclones tropicaux de l'histoire de l'Atlantique nord.
Floyd frappa les Bahamas lors de son maximum d'intensité y causant une large dévastation. Il suivit ensuite la côte Est des États-Unis forçant une évacuation massive et des préparations coûteuses. Heureusement, la tempête faiblit considérablement avant de toucher la Caroline du Nord. Elle était alors en catégorie 2. Elle continua sa trajectoire jusqu'en Nouvelle-Angleterre causant partout des dommages importants. Ce sont surtout les pluies torrentielles qui ont causé les problèmes dans une zone déjà saturée par les pluies de l'ouragan Dennis (1999) quelques semaines plus tôt. Les pluies dépassant une périodicité de 500 ans dans l'est de la Caroline du Nord ont causé des inondations qui durèrent plusieurs semaines. Floyd est responsable de 57 morts directs et 4,5 milliards USD de 1999 en dommages (5,7 milliards USD de 2006).

## Évolution météorologique

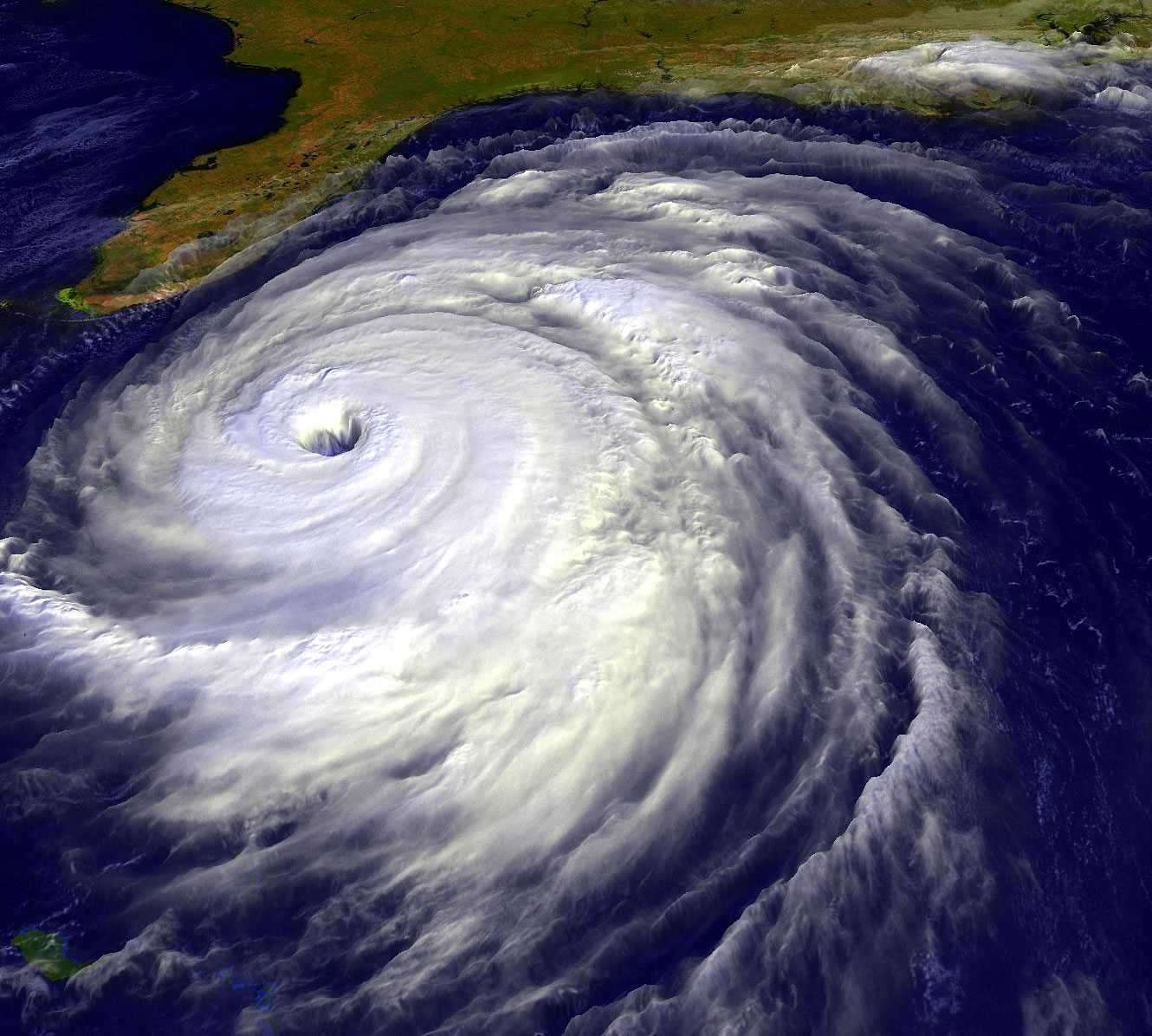
Vue satellitaire de Floyd au large de la Floride

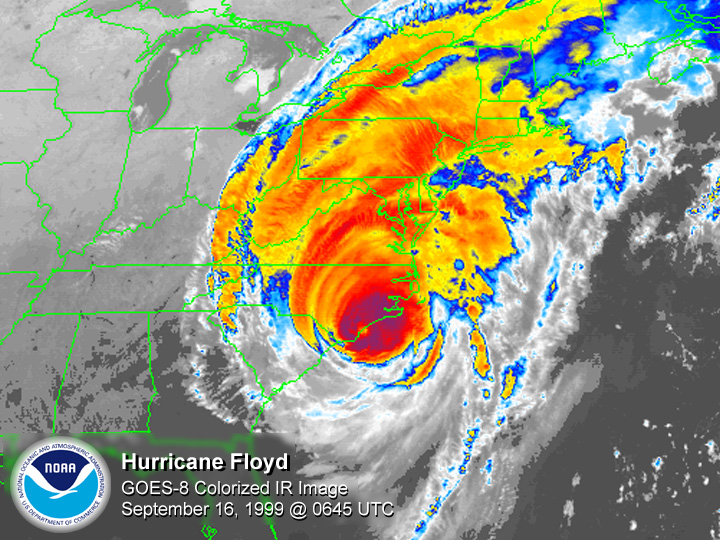
L'ouragan Floyd frappant la Caroline du Nord

Issu d'une onde tropicale au large de la côte africaine le 2 septembre, ce qui devait devenir Floyd se déplaça graduellement vers l'ouest tout en demeurant désorganisé et sans convection profonde jusqu'au 7 septembre. À ce moment, une bande d'orages se forma au centre du système en réponse au développement d'un anticyclone dans son voisinage. Le National Hurricane Center le classa alors comme la dépression tropicale Huit, dont la position était à 1 600 km à l'est des Petites Antilles.
Un fort anticyclone au nord du système le força à se déplacer vers l'ouest au-dessus d'eaux plus chaudes. Ceci lui permit de devenir la tempête tropicale Floyd le 8 septembre. Bien que de large diamètre, cette tempête n'avait pas de centre bien défini ni d'œil visible ce qui ralentit son intensification. Le 10 septembre, il atteignit enfin le stade d'ouragan et le 11, Floyd s'approcha finalement des catégories supérieures de l'échelle Saffir-Simpson.
Ses vents étaient de 175 km/h lors de son passage au nord des îles Sous-le-Vent (Antilles) mais le cisaillement des vents d'altitude au-dessus des Antilles, causé par la présence d'une dépression d'altitude, lui fit perdre de la vigueur. Ses vents diminuèrent alors à 135 km/h. Il regagna ses forces en virant vers l'ouest grâce au flux venant d'un anticyclone et à la température de surface de la mer particulièrement élevée. Ses vents remontèrent entre 175 km/h et 250 km/h le 13 septembre au matin, et sa pression centrale tomba également à 921 hPa.
L'ouragan Floyd demeura juste sous la catégorie 5 durant 12 heures tout en traversant les Bahamas, frappant les îles d'Eleuthera et Abacos. Lors d'un renouvellement du mur de l'œil, il faiblit ensuite à la catégorie 3, avec des vents de 195 km/h. À la fin de ce processus, Floyd affichait un œil plus important qui se contracta légèrement, ce qui ramena brièvement la tempête à la catégorie 4.
Un fort creux d'altitude éroda la bordure ouest de la crête qui dirigeait la trajectoire de Floyd et ce dernier tourna vers le nord-ouest en réponse. Il suivit alors une trajectoire à 175 km de la côte est de la Floride tout en faiblissant par l'injection d'air sec et le cisaillement des vents dans ce secteur. La tempête garda quand même un large diamètre et les vents de force de cyclone tropical s'étendaient jusqu’à 935 km de son centre, soit l'un des ouragans les plus étendus des annales.
Floyd accéléra ensuite vers le nord à nord-est tout en diminuant à la catégorie 2. Des vents de 165 km/h furent notés lors de son passage au cap Fear le 16 septembre. Après avoir traversé la Caroline du Nord et le sud-est de la Virginie, il retourna au-dessus de l'océan. Il entra définitivement sur terre le 17 septembre, sur Long Island près de New York. La tempête perdit ensuite son caractère tropical par la friction et fut capturée par un système frontal. Ce cyclone extratropical continua vers le nord-est, passa sur la Nouvelle-Angleterre et les provinces de l'Atlantique canadiennes avant de disparaître dans l'Atlantique nord au large de Terre-Neuve.

## Préparations

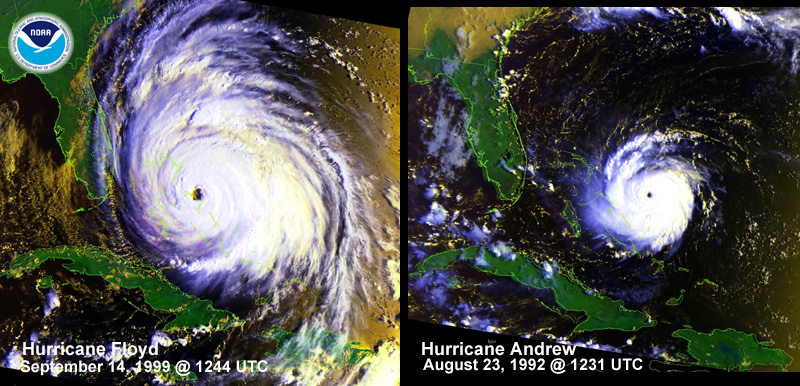
Photos satellitaires montrant la différence de diamètre de Floyd et de l'ouragan Andrew à des coordonnées et intensités similaires

La prévision de la trajectoire de Floyd fut excellente lors de son parcours en mer mais se détériora à l'approche des côtes. Elle ne fut que de performance moyenne quand on la compare aux prévisions des dix années précédentes. La prévision officielle ne montrait pas un virage au nord, ni un faiblissement important avant que Floyd touche terre. Presque toute la côte est des États-Unis, de Florida City (Floride) à Plymouth (Massachusetts), avait été mise en avertissement d'ouragan. Seule une petite partie de ce corridor fut en fait frappée par des vents de force d'ouragan. La dernière fois qu'une si large zone avait été mise en alerte c'était avec l'ouragan Donna en 1960, ce qui s'était révélé exact dans ce cas.
À l'origine, le National Hurricane Center prévoyait que Floyd frapperait la Floride avec une intensité de catégorie 4, ce qui aurait pu être plus coûteux et meurtrier que l'ouragan Andrew de 1992. Plus d'un million de personnes reçurent un ordre d'évacuation, dont 272 000 dans le comté de Miami-Dade. Le président américain Bill Clinton déclara même l'état d'urgence pour la Floride et la Géorgie en prévision de l'arrivée de l'ouragan. Alors que la tempête virait au nord, plus de personnes furent évacuées à mesure que la zone menacée grandissait ce qui mena à la plus massive évacuation de l'histoire américaine en temps de paix. Environ 2,6 millions de personnes se dirigèrent donc vers des zones plus sûres de la Floride à la Caroline du Nord.
Cap Canaveral devant être frappé par des vents atteignant les 225 km/h, seulement 80 des 12 500 employés restèrent sur le site. Les hangars des navettes spatiales sont conçus pour affronter des vents de 170 km/h mais auraient pu être très endommagés si la tempête les avait frappés de plein fouet, pouvant causer des milliards $US de dommages. Les pluies diluviennes et les inondations causées par l'onde de tempête dans ce lieu à peine au-dessus du niveau de la mer, risquaient de détruire l'équipement électronique et nécessiter une révision totale de ce qui aurait pu être sauvé. Quand Floyd passa en réalité au large du centre spatial Kennedy, les vents notés furent assez faibles et les inondations très mineures.
Pour la Caroline du Nord, les avertissements furent envoyés avec vingt-sept heures de préavis et englobaient la majorité de l'État. Les écoles et les places d'affaires furent mises en congés forcés aussi loin à l'ouest que Asheville (Caroline du Nord). Mais seule la côte fut en fait touchée de façon significative et les secteurs à l'ouest de Raleigh ne ressentirent pratiquement aucun effet.

## Bilan
| État/Pays        | Morts |
| ---------------- | ----- |
| Bahamas          | 1     |
| Caroline du Nord | 35    |
| Virginie         | 3     |
| Delaware         | 2     |
| Pennsylvanie     | 6     |
| New Jersey       | 6     |
| New York         | 2     |
| Connecticut      | 1     |
| Vermont          | 1     |
| Total            | 57    |

Causant cinquante-sept morts, l'ouragan Floyd devint le plus mortel depuis l'ouragan Agnes de 1972. Il fut également le plus coûteux de l'histoire américaine avec 4,5 milliards $US de 1999 (5,3 milliards $US de 2006). La plupart des morts et des dégâts se sont produits à la suite des inondations causées par les pluies diluviennes, en particulier sur la Caroline du Nord.

### Bahamas
Les vents de 250 km/h générés par Floyd lors de son passage sur les Bahamas donnèrent des vagues de 15 mètres sur la côte et une onde de tempête de 6 mètres inonda plusieurs des îles, en laissant certaines à 1,5 mètre sous le niveau de la mer. Les vents cassèrent également des arbres, des poteaux électriques et téléphoniques et endommagèrent des demeures. Les pannes de courant furent généralisées mais les îles Abacos, Cat, San Salvador et Eleuthera connurent les pires dévastations. Les dommages aux infrastructures de l'hôtellerie et de la restauration limitèrent la reprise du tourisme durant la période de reconstruction, ce qui affecta grandement l'économie bahaméenne. Les dommages affectèrent également le système d'alimentation en eau potable.
Malgré tout, on ne dénombra à la suite de Floyd qu'une victime par noyade, à Freeport, et quelques blessés. La Croix-Rouge bahaméenne mit sur pied quarante-et-un centres d'accueil pour les sinistrés mais, au bout d'une semaine, la plupart de ceux-ci étaient de retour chez eux. L'aide directe reçue par les Bahamas s'éleva à 435 000 $US, surtout en nourriture, et la Banque interaméricaine de développement prêta 21 millions $US pour la réparation des infrastructures comme les routes, les quais, les brise-lames et les édifices.

### De la Floride à la Caroline du Sud
La Floride fut à peine touchée par les fortes vagues qui provoquèrent une érosion des plages de la côte est de l'état ainsi que de la perte de quelques quais, comme ceux des comtés de Brevard et de Volusia. Les vents de force de tempête tropicale cassèrent des centaines d'arbres et endommagèrent 357 maisons et on nota des accumulations de pluie maximales de 81 mm à Sanford. Les dommages atteignirent seulement 46,5 millions $US (de 1999, soit 54,5 millions $US de 2006) et l'évacuation de plus d'un million de résidents s'avéra surfaite.
La Géorgie et la plupart de la Caroline du Sud furent évitées par Floyd qui tourna vers le nord avant de les atteindre. Cependant, il est tombé jusqu’à 400 mm de pluie sur la partie est de la Caroline du Sud.

### Caroline du Nord

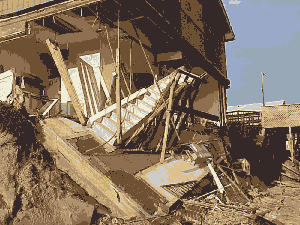
Dégâts côtiers à Pine Knoll Shores, Caroline du Nord

Boucle radar des pluies de Floyd en Caroline du Nord

La Caroline du Nord subit la pleine furie de Floyd. Trente-cinq personnes y perdirent la vie, surtout dans les inondations dues aux précipitations, et les dégâts atteignirent des milliards de dollars.
L'amplitude de l'onde de tempête fut de 2,7 à 3 mètres sur la côte sud-est de l'État. De nombreuses tornades frappèrent tout l'est, causant des dommages mineurs mais ceux provoqués par le vent furent plus généralisés, coupant le courant à plus d'un demi-million de foyers. L'ouragan Dennis venait de frapper la Caroline du Nord quelques semaines plus tôt, laissant jusqu’à 380 mm de pluie sur le sud-est. L'interaction d'un front froid venant de l'ouest et de Floyd y ajouta jusqu’à 480 mm (à Wilmington), rendant les inondations inévitables.
Les rivières de presque toute la partie est de l'État atteignirent des niveaux de crues ayant une périodicité de 500 ans ou plus. La crue s'effectua graduellement à mesure que le ruissellement s'effectuait dans les différents bassins hydrologiques. Certains secteurs n'atteignirent leur maximum que plusieurs semaines après la tempête (image de droite) et le passage de l'ouragan Irene, quatre semaines plus tard, ajouta 150 mm de plus.
La rivière Tar subit la pire inondation avec une hauteur de 7,3 mètres au-dessus de ses berges. Elle débuta dans la municipalité de Rocky Mount, dont 30 % furent submergés plusieurs jours, et à Tarboro. La ville historique de Princeville, tout près, fut en grande partie emportée par les flots qui brisèrent les digues. Elle fut ensevelie sous 6 mètres d'eau durant dix jours.
Greenville et le comté de Pitt, en aval de ces villes, subirent des dommages de 1,6 milliard $US (de 1999 à ou 1,87 milliard $US de 2006). On observa à Washington (Caroline du Nord), à l'embouchure de la rivière dans la baie de Pamlico le plus haut niveau de l'inondation.
Les rivières Neuse, Roanoke, Waccamaw et New River ont également dépassé leurs niveaux de crues de 500 ans, mais les dommages y furent moindres car la population y est moins dense. Parce que la plupart du bassin versant du fleuve Cape Fear est situé à l'ouest des pluies les plus intenses, Wilmington s'en est sorti avec de moindres inondations, même si la ville a reçu les quantités maximales localement. Cependant, la rivière Northeast Cape Fear, un affluent, a également atteint des niveaux records. La seule rivière du secteur à échapper aux inondations fut la Lumber.
Pluie et vents ont détruit 7 000 maisons, rendu 17 000 autres inhabitables et en ont endommagé 56 000 supplémentaires. Les pertes de récoltes furent importantes. Dix mille personnes ont trouvé refuge dans des centres temporaires. Un responsable du ministère des ressources humaines et de la santé publique de la Caroline du Nord a déclaré que « Rien depuis la guerre de Sécession n'a autant affecté les familles ici. La reconstruction va être plus longue que la baisse des eaux ». Environ 31 000 emplois ont été affectés dans les 60 000 commerces, causant 4 milliards $US de perte de revenus d'entreprises. Les autorités ont également ordonné aux résidents de ces zones de faire bouillir leur eau ou d'acheter de l'eau embouteillée par suite de la possible contamination des eaux de surface par tout le ruissellement. Il est un peu ironique de savoir que, malgré toute cette eau tombée sur le versant atlantique de la Virginie, l'ouest de l'État est resté en période de sécheresse.

### Virginie

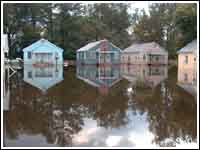
Inondation à Franklin, Virginie

En Virginie, les pluies diluviennes ont laissé jusqu’à 420 mm (ville de Newport News) ce qui a donné également des inondations des bassins du fleuve Chowan (dépassant le niveau de 500 ans de périodicité) et de la rivière Blackwater (dépassant le niveau de 100 ans de périodicité). La ville de Franklin fut submergée de 3,6 mètres d'eau inondant quelque 182 commerces, 150 maisons pour représenter les pires inondations en 60 ans. Les routes environnantes furent emportées, isolant plusieurs communautés. De plus, deux barrages le long de la rivière Rappahannock cédèrent, causant des crues soudaines.
Au total à travers la Virginie, 9 250 maisons furent endommagées, trois personnes perdirent la vie et les dommages s'élevèrent à 101 millions $US de 1999 (118 millions $US de 2006).

### Côte centrale

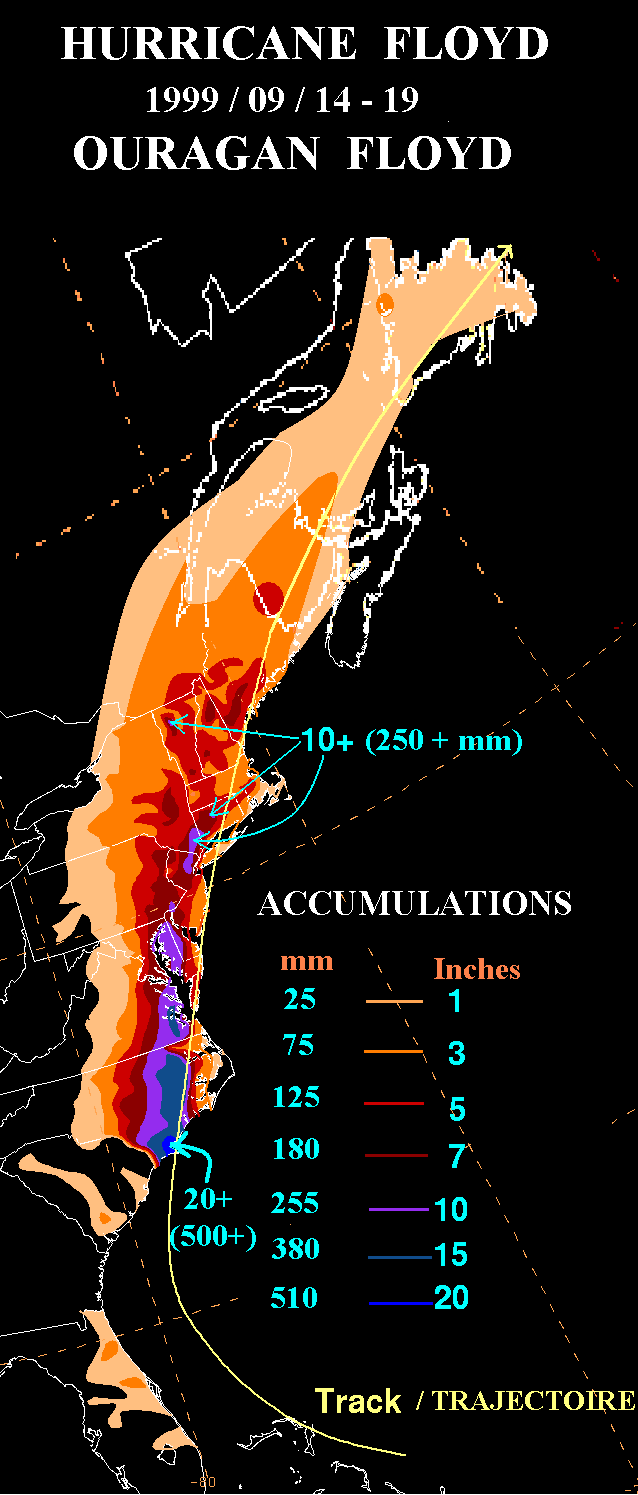
Accumulations de pluie avec Floyd

Au moment de toucher terre en Caroline du Nord, Floyd avait déjà diminué à la catégorie 2 et avait perdu son œil. Il est devenu un cyclone extratropical avant d'arriver à New York. Ses vents étaient moindres mais encore très importants et la pluie esta torrentielle. Même en passant sur la Caroline du Nord et la Virginie, il affectait déjà les régions jusqu’à Long Island grâce à son large diamètre. Il est donc tombé 200 à 300 mm de pluie sur les États de la côte centrale américaine et la limite des 50 mm s'étendait jusque de l'autre côté des Appalaches. On a noté jusqu’à 350 mm à Chestertown, au Maryland, 339 mm à Somerville, au New Jersey, 314 mm à Vernon, dans le Delaware.

Boucle radar des précipitations sur la côte centrale des États-Unis

Au Maryland, les dommages aux ponts et aux routes en raison des inondations sont évalués à 7,9 millions $US en 1999 (9,25 millions $US de 2006) et 250 000 résidents furent privés d'électricité par les bris causés par les vents. La région de la rivière Raritan au New Jersey souffrit des inondations dépassant le record précédent d'environ 1,5 mètre et la ville de Bound Brook connut un niveau de crue record de 12,9 mètres soit 4,2 mètres au-dessus de la hauteur des berges. Le centre-ville se retrouva sous 3,6 mètres d'eau et trois personnes se noyèrent, Manville, à la jonction de la Raritan et de la Millstone, fut frappé presque aussi durement.
L'onde de tempête causé par Floyd atteignit 0,8 m donnant une marée totale de 2,85 m à Philadelphie qui se fit sentir jusqu’à la région métropolitaine de Wilkes-Barre et Scranton dans le nord de la Pennsylvanie. Quelque 1 260 000 citoyens de la Pennsylvanie, du New Jersey et de New York subirent des coupures d'électricité et les inondations balayèrent un grand nombre de leurs maisons.

### Nouvelle-Angleterre
Floyd a largué plus de 130 mm de précipitations à travers la Nouvelle-Angleterre. La localité de Danbury, dans le Connecticut, fut victime d'inondations causées par plus de 380 mm de pluie. Comme la région était en période de sécheresse assez sévère, les eaux ont cependant été rapidement évacuées. Des pannes électriques assez généralisées sont survenues par suite des vents violents.

### Canada
Avec son entrée sur le continent, le système dépressionnaire qu'était devenu Floyd a rapidement perdu de la vigueur. Ses vents furent en général inférieurs à 90 km/h mais à quelques endroits, comme à l'île d'Orléans près de la ville de Québec, les rafales ont atteint 119 km/h,. Ces vents ont causé des dommages aux récoltes de maïs et de blé sur la rive sud du fleuve Saint-Laurent, de la région des Appalaches à celle de Bellechasse, selon la Régie des assurances agricoles du Québec. Les vagues notées dans les provinces maritimes ont atteint 9 mètres, équivalentes à celles d'une tempête hivernale.
Il lui restait quand même beaucoup d'humidité accumulée depuis les tropiques. Le centre du Nouveau-Brunswick et les régions de l'Estrie et Beauce au Québec ont reçu jusqu’à près de 120 mm de pluies, La vallée du fleuve Saint-Laurent, entre Montréal et la Gaspésie, ainsi que Terre-Neuve s'en sont tirés avec des accumulations entre 50 et 80 mm. Le tout n'a cependant pas causé d'inondations mais des dommages locaux aux cultures.

## Épilogue

### Mesures d'urgence

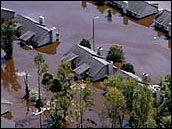
Inondations à Greenville, Caroline du Nord

Le révérend Jesse Jackson s'est plaint au bout de trois semaines au directeur de l'agence des mesures d'urgence fédérale américaine (FEMA) pour la lenteur de sa réaction aux inondations. Lors de son émission sur CNN, il a déclaré: « Il semble que les préparations pour l'ouragan Floyd n'ont pas été suivies de mesure quand vinrent les inondations de Floyd. Ponts, digues furent emportées, des villes entières se retrouvèrent sous l'eau... une scène de dévastation. Il y a une grande misère en Caroline du Nord ». James Lee Witt, le directeur de FEMA répliqua: « Nous commençons seulement à pouvoir accéder aux zones sinistrés et à y installer des abris à cause du sol inondé. Les choses vont maintenant s'accélérer. Je pense que les gens vont voir un grand changement dès cette fin de semaine ! ».

### Conséquences écologiques

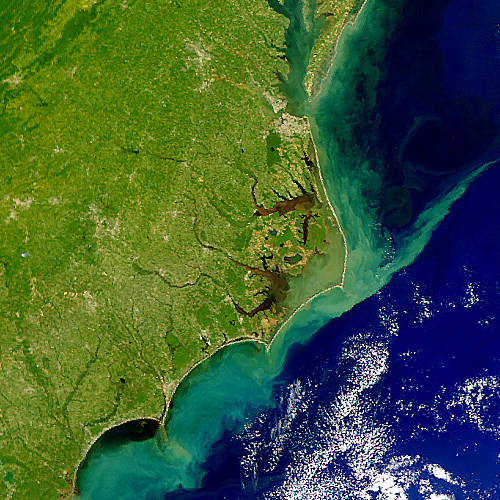
Le ruissellement dans la Baie de Pamilico et au-delà des Outer Banks de Caroline du Nord

Le lessivement des sols par les pluies produisit un très important apport de sédiments dans les rivières et la côte de la Caroline du Nord. L'apport de tant d'eau douce, de matières organiques et de sols abaissa la salinité de l'eau de la baie de Pamlico, une lagune, et le contenu en oxygène y est presque tombé à zéro. Les autorités prévoyaient une mort massive de la vie aquatique comme cela s'était produit après les ouragans Fran et Bonnie. L'État réagit rapidement en prévoyant une aide à l'industrie de la pêche qui serait inévitablement touchée.
Le tout créa des problèmes écologiques, mais moindres que ceux attendus. En effet, la récolte de crevettes et de crabes fut excellente cette année-là. Il semble que le passage de l'ouragan Dennis ait déjà diminué la salinité de la baie et que la vie marine avait migré avant l'arrivée de Floyd, lui sauvant la mise. La pollution due au transport de pesticides agricoles et autres contaminants fut moindre que dans le cas de l'ouragan Fran à cause de la grande dilution et n'affecta pas trop l'environnement.

### Effets psychologiques
Une étude de 2004, faite par l'université de Caroline du Nord à Chapel Hill et publiée dans le American Journal of Preventive Medicine, trouva quelques preuves d'une augmentation des abus parentaux sur les jeunes enfants des zones fortement touchées par Floyd au cours des six mois suivants. Il semble que le stress causé par les événements et les pertes encourues en soient la cause. Le docteur Heather T. Keenan, coauteur, mentionna : « Cette information peut être utile dans les plans de réponses aux désastres futurs. Ils devraient contenir des mesures de supports psychologiques aux familles à risque durant et après les événements ».

### Retrait
L'Organisation météorologique mondiale (OMM) a retiré le nom de Floyd de la liste des futurs ouragans au printemps 2000, à cause de son très grand impact. Franklin a donc remplacé Floyd dans la liste de 2005 qui avait été publiée antérieurement.